# هانیبال قذافی
هانیبال قذافی (به عربی: هانيبال القذافي) پسر چهارم معمر قذافی رهبر سابق لیبی است. او مشاور اول اداره حمل و نقل دریایی لیبی است که در سال ۲۰۰۷ میلادی، بعد از دریافت مدرک فوق‌لیسانس در رشته مدیریت حمل و نقل دریایی از دانشکده مدیریت کپنهاک در دانمارک، به این منصب رسید.
در ۱۵ ژوئن ۲۰۰۸ پلیس ژنو در سوئیس او همسرش الین اسکاف را به اتهام آزار و تهدید دو تن از خدمتکارانشان در یکی از هتل‌های ژنو دستگیر کرد.
دو روز پس از آن با سپردن وثیقه او همسرش آزاد و سوئیس را ترک کردند. در سوم سپتامبر همان سال شاکیان شکایت خود را پس گرفتند اما این اتفاق باعث تیرگی روابط لیبی و سوئیس شد. در ۱۹ ژوئن ۲۰۰۸ اداره گذرنامه لیبی دو تاجر سوئیسی را به اتهام عدم احترام به قوانین لیبی دستگیر کرد. حکومت سوئیس نیز اعلام کرد که دستگیری این دو تاجر تنها با هدف انتقام از سوئیس صورت گرفته‌است. هانیبال در یکی از هتل‌های لندن نیز با پلیس درگیر شد که با حضور سفیر لیبی در لندن و اعلام این موضوع که او دارای گذرنامه دیپلماتیک است مانع از دستگیری او شد. بنابر برخی گزارش‌ها او در جریان جنگ داخلی لیبی به الجزایر گریخته‌است.